# مسجد آقا ضیاءالدین

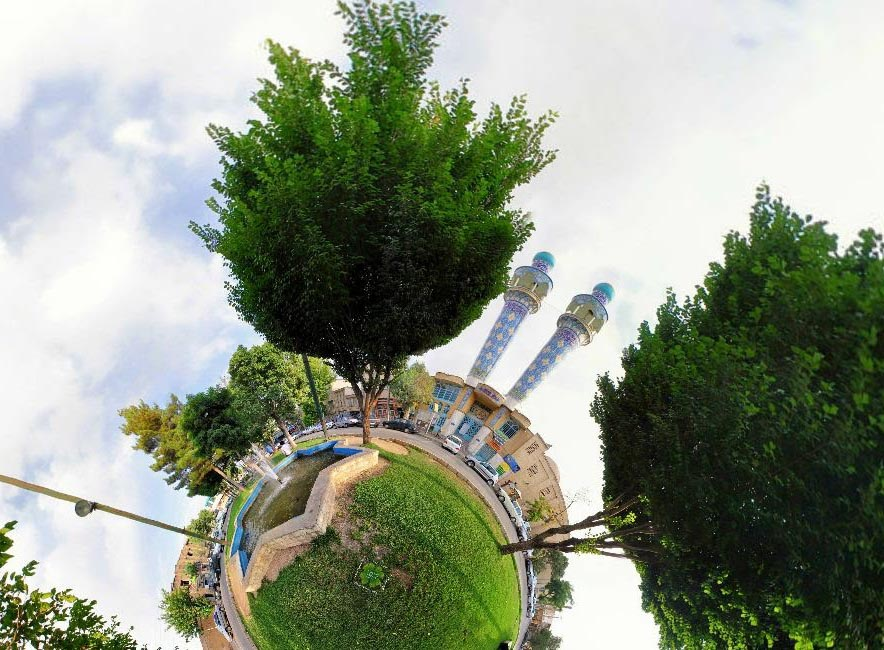
پانورامایی از مسجد آقاضیاءالدین از نمای میدان ارک

مسجد آقاضیاءالدین یکی از قدیمی‌ترین مساجد ساخته‌شده در شهر اراک می‌باشد که بنای اولیه آن در سال ۱۲۳۱ هجری قمری، همزمان با تکمیل بنای اولیه قلعه سلطان‌آباد به بهره‌برداری رسید. این بنا در زمان سید محمدباقر سلطان‌آبادی تکمیل شد و تا امروز چندین مرتبه مورد بازسازی قرار گرفته است. طبقه دوم مسجد در گذر زمان تخریب شده است و مورد بازسازی قرار نگرفته است ولی شبستان مسجد همچنان مورد استفاده می‌باشد.
نام این مسجد در ابتدا «مسجد میدان» بوده است. وجه تسمیه نام کنونی بنا، برگرفته از نام سید ضیاءالدین کرهرودی (درگذشت ۱۳۱۷ هجری قمری)، فرزند سید محمدباقر سلطان‌آبادی (۱۲۲۲ هجری قمری-۱۳۰۷ هجری قمری) و نوه سید محمد کرهرودی، نخستین روحانی محله حصار بوده است که بعد از تکمیل بنای مسجد توسط سید محمدباقر، به درخواست وی، از مسجد میدان به مسجد آقا ضیاءالدین (فرزند دومش) تغییر نام می‌یابد.